# Lista över storfurstar av Vladimir
Detta är en lista över storfurstar av Vladimir. Storfurste av Vladimir var en titel som inrättades 1168 och som flera prominenta personer i utvecklingen av vad som skulle komma att bli Ryssland har innehaft. 
Jurij Dolgorukij (ca 1090-1157) sändes till Rostov-Suzdal ca 1108 av sin far son till storfurst Vladimir II Monomach av Kiev, centrum för rusernas välde, för att ta hand om denna utpost i riket. Vladimir blev en del av väldet i Suzdal, och under hans son Andrej proklamerades storfurstendömet Vladimir-Suzdal, men Jurij kan räknas som den ursprunget för rurikdynastin i Vladimir och dess förste regent. De tre första storfurstarna var söner till Jurij.
På samma sätt som Kievriket kollapsade under den mongoliska invasionen så drabbades storfurstendömet Vladimir hårt, och återhämtade sig aldrig. På 1320-talet kom Vladimir under Moskvariket som grundats 1283 som en förläning inom riket, med furst Daniel I (1261-1303) som hade fått Moskva som ett arv av sin far, den berömde Alexander Nevskij (1220-1263). 
| Namn                 | Regeringstid         | Levnadstid |
| -------------------- | -------------------- | ---------- |
| Andrej I             | 1168–1174            | 1111–1174  |
| Mikael I             | 1174–1176            | d. 1176    |
| Vsevold III          | 1176–1212            | 1154–1212  |
| Jurij II             | 1212–1216, 1218–1238 | 1189–1238  |
| Konstantin           | 1216–1218            | 1186–1218  |
| Jaroslav II          | 1238–1246            | 1191–1246  |
| Svjatoslav III       | 1246–1249            | 1196–1252  |
| Andrej II            | 1249–1252            | 1222–1264  |
| Aleksandr I Nevskij  | 1252–1263            | 1220–1263  |
| Jaroslav III         | 1264–1271            | d. 1271    |
| Vasilij I            | 1272–1277            | 1241–1277  |
| Dmitrij I            | 1277–1293            | 1250–1294  |
| Andrej III           | 1294–1304            | 1255–1304  |
| Mikael II            | 1304–1318            | 1271–1318  |
| Jurij III av Moskva  | 1318–1322            | d. 1325    |
| Dmitrij II av Tver   | 1322–1326            | 1299–1326  |
| Aleksandr II av Tver | 1326–1327            | 1301–1339  |
| Ivan I Kalita        | 1328–1341            | 1288–1340  |
| Simeon Gordji        | 1341–1353            | 1316–1353  |
| Ivan II den Sköne    | 1353–1359            | 1326–1359  |
| Dmitrij III          | 1359–1362            | 1324–1383  |
| Dmitrij IV Donskoj   | 1363–1389            | 1350–1389  |
| Vasilij II           | 1389–1425            | 1371–1425  |
| Vasilij III Tjomnij  | 1425–1462            | 1415–1462  |
| Ivan III Velikij     | 1462                 | 1440–1505  |

- Ivan III "den store" infogade Vladimir och flera andra furstendömen i Storfurstendömet Moskva 1462, som 1547 omvandlades till Tsarryssland
- Storfurstendömet Vladimir och Storfurstendömet Moskva har samme furste från och med Dmitrij Donskoj